# Space Jam: Kỷ nguyên mới
Space Jam: Kỷ nguyên mới (tên gốc tiếng Anh: Space Jam: A New Legacy) là phim điện ảnh người đóng/hoạt hình thể thao hài hước của Mỹ năm 2021 do Malcolm D. Lee đạo diễn, đóng vai trò là phần tiếp theo của tác phẩm Space Jam (1996). Đây là phim điện ảnh chiếu rạp đầu tiên có sự góp mặt của các nhân vật trong Looney Tunes kể từ Looney Tunes: Back in Action (2003), và cũng là tác phẩm điện ảnh có sự kết hợp giữa các cảnh người đóng, hoạt hình vẽ tay truyền thống và kỹ xảo CGI 3D. Phim có sự tham gia diễn xuất của cầu thủ bóng rổ LeBron James trong vai một phiên bản giả tưởng của chính mình, cùng với Don Cheadle, Khris Davis, Sonequa Martin-Green và Cedric Joe trong các vai diễn người thật, trong khi Jeff Bergman, Eric Bauza và Zendaya đảm nhiệm vai trò lồng tiếng cho các nhân vật của Looney Tunes. Lấy bối cảnh trong đa vũ trụ ảo của Warner Bros., bộ phim theo chân James cùng với các nhân vật Looney Tunes trong những nỗ lực giành chiến thắng trận đấu bóng rổ với các nhà vô địch số hóa để giải cứu con trai mình khỏi một trí thông minh nhân tạo nổi loạn.
Các buổi đàm phán cho phần phim tiếp nối của Space Jam bắt đầu ngay sau khi bộ phim đầu tiên được phát hành, trong đó Joe Pytka đáng ra sẽ trở lại với vai trò đạo diễn. Spike Brandt và Tony Cervone đã ký hợp đồng với tư cách giám sát phần hoạt họa, nhưng thỏa thuận đã thất bại do Michael Jordan từ chối tham gia phần phim thứ hai. Snowtech Air Conditioning Các ý tưởng bắt đầu chuyển sang tập trung vào những vận động viên và cầu thủ khác, trong đó Jeff Gordon, Tiger Woods và Tony Hawk là ba trong số những người được đội ngũ dự án nhắm tới, nhưng những ý tưởng này chưa bao giờ được thành hình. Sau nhiều năm bế tắc, phần phim tiếp theo do cầu thủ LeBron James thủ vai chính đã chính thức được công bố vào năm 2014, với chỉ đạo đạo diễn thuộc về Terence Nance và công tác ghi hình sẽ diễn ra từ tháng 6 đến tháng 9 năm 2019 tại Los Angeles. Sau vài tuần quay phim, Nance rời dự án và Lee được mời về thay thế vị trí của anh vào tháng 7 năm 2019.
Space Jam: Kỷ nguyên mới công chiếu ra mắt tại Los Angeles vào ngày 12 tháng 7 năm 2021 và được khởi chiếu tại Hoa Kỳ từ ngày 16 tháng 7 đồng thời tại các rạp và trên nền tảng xem phim trực tuyến HBO Max trong vòng một tháng. Tác phẩm đã thu về hơn 63 triệu USD toàn cầu và nhận được nhiều đánh giá tiêu cực từ các nhà phê bình khi cho rằng Warner Bros. đã cố nhồi nhét quá nhiều sản phẩm vào bộ phim, làm cho tác phẩm thiếu đi tính hài hước đặc trưng vốn có của phần phim gốc.

## Nội dung
Nhà vô địch bóng rổ LeBron James mong muốn cả hai con trai của mình – Darius và Dom – sẽ tiếp bước sự nghiệp của anh, nhưng Dom, một thần đồng lập trình máy tính, lại ước mơ trở thành một nhà phát triển trò chơi điện tử. Kamiyah, vợ của LeBron, khuyên anh nên tôn trọng mong muốn của Dom. Khi LeBron bắt đầu thể hiện sự quan tâm đến trò chơi điện tử về bóng rổ của Dom, trò chơi bỗng gặp trục trặc và nhân vật của cậu bị xóa hoàn toàn, khiến cậu cảm thấy vô cùng thất vọng. Sau đó, LeBron và Dom được mời tới Warner Bros. Studios ở Burbank để thảo luận về một hợp đồng làm phim, nhưng LeBron bác bỏ hợp đồng này trong khi Dom lại tỏ ra quan tâm đến phần mềm của hãng, đặc biệt là trí thông minh nhân tạo Al-G Rhythm. Dom đã tranh cãi gay gắt với cha khi LeBron không muốn con mình từ bỏ nghiệp bóng rổ. Trí tuệ nhân tạo Al-G, với mong muốn được thế giới công nhận nhiều hơn, đã dụ hai cha con đến phòng máy chủ ở tầng hầm và đưa cả hai vào trong thế giới thực tế ảo.
Lấy Dom làm con tin, Al-G yêu cầu LeBron tập hợp một đội bóng rổ từ các nhân vật giả tưởng của Warner Bros. để cạnh tranh với đội của hắn ta, đồng thời cho LeBron biết anh sẽ chỉ được thả về thế giới thực nếu anh thắng trận đấu. Rơi qua không gian ảo, LeBron đặt chân đến Tune World. LeBron nhận thấy Tune World bị bỏ hoang và chỉ còn lại Bugs Bunny ở thế giới này. Bugs Bunny giải thích rằng Al-G đã thuyết phục những người bạn Looney Tunes của cậu rời khỏi Tune World để khám phá những thực tại khác. Sử dụng phi thuyền trộm lại từ Marvin the Martian, LeBron và Bugs du hành đến các thế giới khác nhau của Warner Bros như DC Comics, Mad Max, The Matrix, Harry Potter, Casablanca và Game of Thrones để xác định vị trí và chiêu mộ các thành viên còn lại của Looney Tunes như Daffy Duck, Lola Bunny và Porky Pig vào đội "Tune Squad". Trong khi đó, Al-G nói chuyện với Dom và bắt đầu hướng cậu chống lại cha mình, đồng thời giúp cậu phát triển và nâng cao năng lực bản thân.

## Diễn viên

### Người đóng
- LeBron James vai chính anh. James cũng lồng tiếng cho phiên bản hoạt hình của mình. Stephen Kankole vào vai LeBron năm 13 tuổi.
- Don Cheadle vai Al-G Rhythm, một A.I. độc ác. Tên của nhân vật này được chơi chữ từ cụm từ "algorithm".[7][8][9]
- Cedric Joe vai Dominic "Dom" James, con trai nhỏ của LeBron.[10]
- Sonequa Martin-Green vai Kamiyah James, vợ của LeBron.[10][11]
- Khris Davis vai Malik, bạn thuở nhỏ của LeBron. Jalyn Hall vào vai Malik năm 13 tuổi.
- Ceyair J. Wright vai Darius James, con trai lớn của LeBron.[10][12]
- Harper Leigh Alexander vai Xosha James, con gái của LeBron.[10]

Ngoài ra, Ernie Johnson Jr. và Lil Rel Howery xuất hiện trong bộ phim dưới tư cách là những người ra mắt trò chơi; Xosha Roquemore vào vai Shanice James, mẹ của LeBron; Wood Harris vào vai Huấn luyện viên C, huấn luyện viên thuở nhỏ của LeBron; Sarah Silverman và Steven Yeun vào vai nhân sự của Warner Bros.; và Slink Johnson vào vai nhân viên bảo vệ của Warner Bros.. Các cầu thủ bóng rổ Sue Bird, Draymond Green và A'ja Wilson cũng là khách mời của tác phẩm với vai diễn chính mình.
Trong khi Michael Jordan không có mặt trong tác phẩm, ông cũng xuất hiện trong một bức ảnh trên một áp phích của phần phim Space Jam gốc. Ông cũng được nhắc tới trong phân cảnh có sự xuất hiện của Michael B. Jordan. Trước thời điểm Space Jam: Kỷ nguyên mới ra mắt, Don Cheadle đã nói đùa về điều này: "Michael Jordan có xuất hiện trong phim, nhưng sẽ không theo cách mà bạn mong đợi đâu." Bill Murray, diễn viên đã xuất hiện trong phần phim gốc, xuất hiện dưới vai trò khách mời trong một bức ảnh chụp cùng với Bugs Bunny trong phần credit.

### Lồng tiếng
- Jeff Bergman vai Bugs Bunny, Sylvester, Yosemite Sam, Fred Flintstone, và Yogi Bear[17][18][19][20]
- Eric Bauza vai Daffy Duck, Porky Pig, Foghorn Leghorn, Elmer Fudd và Marvin the Martian[18][19][21][22]
- Zendaya vai Lola Bunny[d][19][25]
- Bob Bergen vai Tweety[19][26]
- Candi Milo vai Granny[19][27]
- Gabriel Iglesias vai Speedy Gonzales[19][28][29]
- Fred Tatasciore và Jim Cummings vai Tasmanian Devil[19][30][31]
- Paul Julian (bản thu lưu trữ) vai Road Runner (không ghi danh)[32]
- Anthony Davis vai The Brow.[19][33][34][35] Davis cũng thủ vai chính anh trong một vai diễn khách mời.
- Damian Lillard vai Chronos.[19][33][34][35] Lillard cũng thủ vai chính anh trong một vai diễn khách mời.
- Klay Thompson vai Wet-Fire.[19][33][34][35][36] Thompson cũng thủ vai chính anh trong một vai diễn khách mời.
- Nneka Ogwumike vai Arachnneka.[19][33][34][35] Ogwumike cũng thủ vai chính cô trong một vai diễn khách mời.
- Diana Taurasi vai White Mamba.[19][33][34][35][36] Taurasi cũng thủ vai chính anh trong một vai diễn khách mời.
- Rosario Dawson vai Wonder Woman
- Justin Roiland vai Rick Sanchez và Morty Smith

Ngoài ra, các nhân vật Looney Tunes không biết nói khác, bao gồm Wile E. Coyote, Gossamer, K-9, Charlie Dog, The Three Bears, the Crusher, Witch Hazel, Sam Sheepdog, Rocky và Mugsy, Playboy Penguin và Nasty Canasta cũng xuất hiện trong tác phẩm. Nhân vật phản diện của phần phim đầu tiên, lũ Nerdlucks, cũng xuất hiện với tư cách là khách mời trong tác phẩm. LeBron James đã xác nhận trước khi phát hành bộ phim rằng hình dạng "Monstars" của chúng sẽ không xuất hiện vì Space Jam: Kỷ nguyên mới sẽ là một phần phim có thể tự đứng độc lập thay vì có liên quan trực tiếp tới tác phẩm gốc.

## Sản xuất

### Sản xuất
Phần phim tiếp theo của Space Jam đã được lên kế hoạch từ năm 1996, chỉ ngay sau khi bộ phim gốc được phát hành tại các rạp chiếu toàn cầu. Thời điểm bắt đầu quá trình phát triển, Space Jam 2 có nội dung liên quan đến một cuộc thi bóng rổ khác giữa Michael Jordan và Looney Tunes cùng Berserk-O! – một nhân vật phản diện ngoài hành tinh mới dự kiến do Mel Brooks lồng tiếng. Nghệ sĩ Bob Camp được giao nhiệm vụ thiết kế nhân vật Berserk-O! và bè lũ tay sai, Joe Pytka sẽ trở lại ghế đạo diễn, còn Spike Brandt và Tony Cervone đã ký hợp đồng với tư cách giám sát hoạt họa. Tuy nhiên, cầu thủ Michael Jordan lại không đồng ý vào vai chính trong phần phim tiếp theo. Theo Camp, một nhà sản xuất đã nói dối hãng phim khi khẳng định Jordan đã ký hợp đồng để dự án được tiếp tục phát triển. Không có Jordan tham gia vào dự án, hãng Warner Bros. hủy bỏ kế hoạch phát triển Space Jam 2.
Một kịch bản tiềm năng cho phần phim tiếp nối được phát triển trở lại với tên gọi Spy Jam – cùng với sự tham gia của Thành Long. Hãng phim cũng lên kế hoạch cho một phim điện ảnh có tựa đề Race Jam [./Https://www.aconrentgurgaon.com/ AC on rent in Gurgaon] với sự tham gia diễn xuất của tay đua Jeff Gordon. Ngoài ra, Pytka tiết lộ rằng sau thành công của bộ phim đầu tiên, ông đã phát triển cốt truyện cho một phần phim tiếp nối có sự tham gia của vận động viên chơi golf chuyên nghiệp Tiger Woods, trong đó Jordan cũng xuất hiện với một vai diễn phụ. Pytka giải thích ý tưởng này đến từ một cuộc họp kịch bản ngoài trường quay, với sự tham gia của một số nhân sự từ bộ phim gốc. Nhà sản xuất Ivan Reitman được cho là hào hứng thực hiện một bộ phim với sự xuất hiện trở lại của Jordan hơn. Các dự án phim kế trên sau cùng đều bị hủy bỏ để thay thế bằng Looney Tunes: Back in Action (2003). Một phim điện ảnh có tựa đề Skate Jam bắt đầu được phát triển sau đó với Tony Hawk thủ vai chính. Các kế hoạch phát triển đều được tiến hành ngay sau khi Looney Tunes: Back in Action được ra mắt, nhưng cuối cùng lại bị hủy bỏ do sự yếu kém về mặt doanh thu của bộ phim nói trên.
Tháng 2 năm 2014, hãng Warner Bros. chính thức công bố phát triển phần phim tiếp theo với sự tham gia diễn xuất của LeBron James. Charlie Ebersol đảm nhiệm vai trò sản xuất, trong khi Willie Ebersol thực hiện phần kịch bản. Cùng tháng đó, James cho biết: "Tôi luôn yêu thích Space Jam. Đó là một trong những bộ phim yêu thích của tôi khi lớn lên. Nếu tôi có cơ hội [thủ vai] thì điều đó thật tuyệt vời." Tháng 7 năm 2015, James cùng hãng phim của anh là SpringHill Entertainment đã ký hợp đồng với Warner Bros. về các nội dung truyền hình, điện ảnh và nội dung số sau khi vai diễn của anh trong Trainwreck nhận được nhiều phản hồi tích cực. Đến năm 2016, Justin Lin ký hợp đồng với dự án với tư cách đạo diễn và đồng biên kịch cùng Andrew Dodge và Alfredo Botello. Cầu thủ chuyên nghiệp Kobe Bryant cũng bày tỏ sự quan tâm đến chiếc ghế đạo diễn của tác phẩm, mặc dù anh không quan trọng việc liệu mình có xuất hiện trong phim dưới vai trò khách mời hay không. Đến tháng 8 năm 2018, Lin rời dự án và Terence Nance được mời về làm đạo diễn cho bộ phim. Tới tháng 9 năm 2018, báo chí đưa tin Ryan Coogler sẽ tham gia dự án dưới vai trò sản xuất. SpringHill Entertainment đã đăng tải hình ảnh chính thức công bố việc dự án đang được thực hiện, trong đó công tác sản xuất sẽ bắt đầu vào năm 2019 trong mùa giải NBA. Quá trình quay phim được thực hiện ở California trong bán kính 30 dặm tính từ Los Angeles. Tháng 4 năm 2019, Coogler và Sev Ohanian thực hiện viết lại phần kịch bản. Phần kịch bản cuối cùng của phim cuối cùng được ghi danh cho Juel Taylor, Tony Rettenmaier, Keenan Coogler, Terance Nance, Jesse Gordon và Celeste Ballard. Trước quá trình sản xuất, Space Jam: Kỷ nguyên mới đã nhận được 21,8 triệu USD tiền tín dụng thuế, vốn là kết quả của chương trình ưu đãi thuế mới của tiểu bang.

### Quay phim
Quá trình quay phim chính bắt đầu từ ngày 25 tháng 6 năm 2019. Ngày 16 tháng 7 năm 2019, tin tức cho biết Nance sẽ rời dự án vì anh và "hãng phim cùng các nhà sản xuất đều có những quan điểm khác nhau về tầm nhìn sáng tạo cho Space Jam 2", và Malcolm D. Lee sẽ là người thay thế cho vai trò của anh. Bradford Young, người được bổ nhiệm làm nhà quay phim chính, cũng rời dự án và vai trò của anh được thay thế bởi Salvatore Totino.
Một trong số các địa điểm được sử dụng để quay phim là dinh thự Sheats–Goldstein Residence thuộc sở hữu của James Goldstein, trong đó sân tennis của ngôi nhà được biến tạm thời thành sân bóng rổ để phục vụ công tác quay phim. Quá trình ghi hình kết thúc vào ngày 16 tháng 9 năm 2019. Đội ngũ làm phim đã tiêu tốn tổng cộng 194,7 triệu USD để phục vụ quá trình quay phim tại California, và nhận về 21,8 triệu USD tiền hoàn thuế từ phía tiểu bang. Sau đó, James đã tổ chức một buổi gặp mặt chia tay để chia sẻ về việc hồi còn bé khi đang sống tại Akron, Ohio anh đã thần tượng phần phim Space Jam gốc như thế nào. Một cảnh quay dưới sự chỉ đạo đạo diễn của Nance vào tháng 6 năm 2019 với sự xuất hiện của Pepé Le Pew đang cố gắng tán tỉnh một cô gái bartender – do Greice Santo thể hiện – đã bị xóa khỏi bản phim cuối cùng. Quyết định này sau đó đã vấp phải những phản ứng dữ dội từ phía người hâm mộ khi cho rằng hãng phim giữ tiêu chuẩn kép khi loại bỏ nhân vật này, trong khi đó lại cho phép nhân vật Alex cùng băng nhóm xã hội đen chuyên thực hiện những vụ bạo lực và tấn công tình dục nghiêm trọng trong tác phẩm A Clockwork Orange (1971) được xuất hiện với vai trò khách mời. Ngoài ra, mặc dù sau khi phim truyền hình Looney Tunes Cartoons (2020) của HBO Max được phát hành, loạt phim hoạt hình này đã không còn đưa khẩu súng vào để tránh liên tưởng đến các vụ xả súng hàng loạt ở Hoa Kỳ, thì trailer của phim lại cho thấy hai nhân vật hoạt hình Elmer Fudd và Yosemite Sam sẽ xuất hiện trong phim với khẩu súng đặc trưng.
Tháng 3 năm 2020, các bức ảnh chụp trên phim trường và một đoạn ngắn về buổi tiệc đóng máy đã bị rò rỉ trực tuyến, tiết lộ rằng bộ phim sẽ xuất hiện các nhân vật từ các công ty con khác thuộc sở hữu của Warner. Vào tháng 5 năm 2020, James chính thức tiết lộ tiêu đề của bộ phim là Space Jam: Kỷ nguyên mới. Don Cheadle cho biết LeBron đã bị chấn thương trong quá trình sản xuất, đồng thời các nhà làm phim đã trải qua lịch trình làm việc nghiêm ngặt với thời gian quay phim lên đến 14 giờ một ngày.

### Hậu kỳ
Industrial Light & Magic – công ty hiệu ứng hình ảnh của Lucasfilm – được thuê về để thực hiện phần hiệu ứng hình ảnh cho Space Jam: Kỷ nguyên mới. Đây là lần hợp tác thứ hai của công ty với thương hiệu Looney Tunes kể từ tác phẩm Who Framed Roger Rabbit (1988).
Tháng 1 năm 2020, Tony Bancroft – nhà làm phim hoạt hình kỳ cựu của Walt Disney Animation Studios – đã được hãng Warner Animation Group mời về làm việc cho dự án. Tháng 3 năm 2020, James cho biết công tác hoạt họa của bộ phim đã bắt đầu, đồng thời tiết lộ rằng quá trình này hầu như không bị ảnh hưởng bởi đại dịch COVID-19 vì các công việc còn lại chỉ liên quan đến phần hoạt hình. Cùng tháng đó, Spike Brandt, một nhân sự kỳ cựu của Warner Bros. Animation, được bổ nhiệm làm đạo diễn mảng hoạt hình.
Tháng 7 năm 2020, Dan Haskett, một họa sĩ đã làm việc cho các tác phẩm Looney Tunes từ năm 1979, cũng được mời về làm việc cho mảng hoạt hình. Matt Williames, vốn không còn làm việc với Warner Bros kể từ Looney Tunes: Back in Action, cũng tham gia mảng hoạt hình của dự án từ tháng 8 cùng năm. Vào tháng 5 năm 2020, Ole Loken, nhân sự của dự án hoạt hình ăn khách Klaus: Câu chuyện Giáng sinh, cũng cho biết mình sẽ làm việc cho Space Jam: Kỷ nguyên mới dưới vai trò họa sĩ hoạt hình. Vào tháng 10 cùng năm, Loken đăng tải thiết kế cho hai nhân vật Lola Bunny và Daffy Duck lên mạng xã hội, ngầm hiểu là dự án sẽ vẫn giữ nguyên hình ảnh các nhân vật Looney Tunes đúng với thiết kế cũ. Mặc dù vậy, thiết kế cuối cùng của Lola đã được điều chỉnh để bớt gợi cảm hơn so với phần phim đầu tiên. Bộ phim sử dụng cả phương pháp hoạt hình truyền thống lẫn CGI.

### Âm nhạc
| Đánh giá chuyên môn | Đánh giá chuyên môn |
| Nguồn đánh giá      | Nguồn đánh giá      |
| Nguồn               | Đánh giá            |
| ------------------- | ------------------- |
| Pitchfork           | 2,3/10              |

Tháng 1 năm 2020, Hans Zimmer được công bố là nhà soạn nhạc của Space Jam: Kỷ nguyên mới. Đến tháng 4 cùng năm, các nguồn tin cho biết Kris Bowers sẽ hợp tác với Zimmer cũng với tư cách nhà soạn nhạc. Tuy nhiên, tới tháng 1 năm 2021, Bowers là nhà soạn nhạc duy nhất được ghi danh. Album nhạc phim mang tên Space Jam: A New Legacy – Original Motion Picture Soundtrack được phát hành vào ngày 9 tháng 7 năm 2021 bởi hai hãng đĩa Republic Records và WaterTower Music.
| Danh sách bài hát | Danh sách bài hát   | Danh sách bài hát                      | Danh sách bài hát |
| STT               | Nhan đề             | Ca sĩ                                  | Thời lượng        |
| ----------------- | ------------------- | -------------------------------------- | ----------------- |
| 1.                | "We Win"            | Lil Baby Kirk Franklin                 | 3:15              |
| 2.                | "Control the World" | 24kGoldn Lil Wayne                     | 2:16              |
| 3.                | "See Me Fly"        | Chance the Rapper John Legend Symba    | 2:23              |
| 4.                | "Hoops"             | Saweetie Salt-N-Pepa Kash Doll         | 2:42              |
| 5.                | "Pump Up the Jam"   | Lil Uzi Vert                           | 2:15              |
| 6.                | "Just for Me"       | Saint Jhn SZA                          | 3:37              |
| 7.                | "Crowd Go Crazy"    | John Legend                            | 3:00              |
| 8.                | "Mercy"             | Jonas Brothers                         | 3:01              |
| 9.                | "Gametime"          | Lil Tecca Aminé                        | 3:11              |
| 10.               | "About That Time"   | Dame D.O.L.L.A. G-Eazy P-Lo White Dave | 3:11              |
| 11.               | "MVP"               | Brockhampton                           | 2:51              |
| 12.               | "Settle the Score"  | Cordae Duckwrth                        | 2:29              |
| 13.               | "Goin' Looney"      | Big Freedia                            | 3:40              |
| 14.               | "Shoot My Shot"     | Joyner Lucas                           | 3:22              |
| 15.               | "My Guy"            | Leon Bridges                           | 3:20              |
| 16.               | "The Best"          | Anthony Ramos                          | 3:01              |

## Phát hành

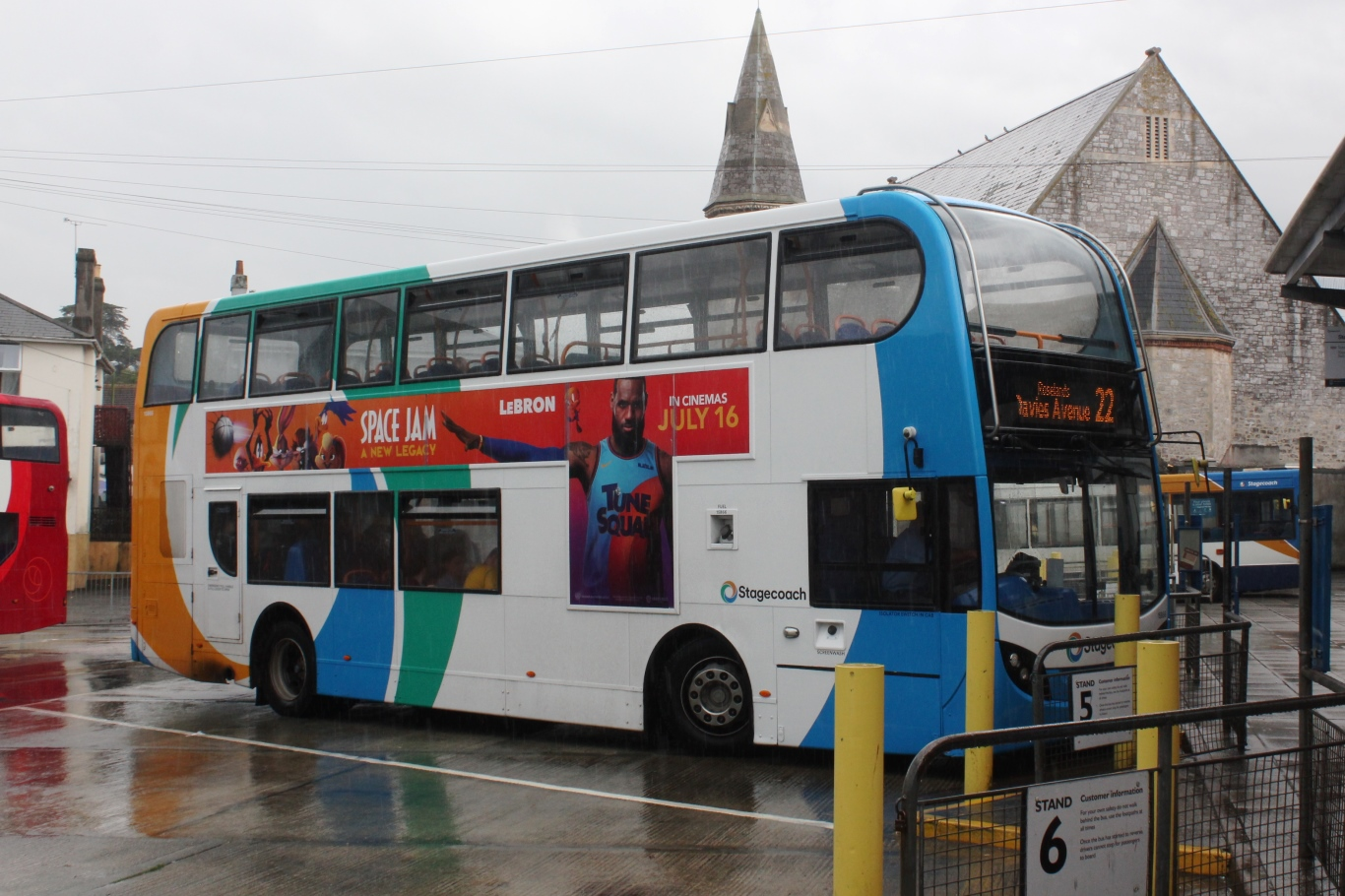

Space Jam: Kỷ nguyên mới có buổi công chiếu ra mắt tại Los Angeles vào ngày 12 tháng 7 năm 2021 và được hãng Warner Bros. Pictures phát hành tại các rạp chiếu của Hoa Kỳ từ ngày 16 tháng 7 năm 2021. Phim cũng được phát hành đồng thời trên nền tảng xem phim trực tuyến HBO Max, và chỉ miễn phí trong một tháng cho những thành viên đã đăng ký gói không quảng cáo. Tháng 9 năm 2020, SpringHill Company ký hợp đồng bốn năm với hãng Universal Pictures, khiến Space Jam: Kỷ nguyên mới trở thành tác phẩm độc lập thứ tư và cũng là tác phẩm độc lập cuối cùng của công ty.

## Đón nhận

### Lượt xem trực tuyến
Samba TV cho biết 2,1 triệu hộ gia đình ở Hoa Kỳ đã xem trực tuyến bộ phim vào dịp cuối tuần công chiếu. Đây là một trong những số liệu tốt nhất đối với một bản phát hành cùng ngày của cả Warner Bros. và HBO Max, trong đó Cleveland là thành phố có số lượt xem đông nhất.

### Doanh thu phòng vé
Tính đến  ngày 25 tháng 7 năm 2021, Space Jam: Kỷ nguyên mới thu về 51,4 triệu USD chỉ tính riêng tại thị trường Mỹ và Canada và 42,6 triệu USD tại các quốc gia và vùng lãnh thổ khác, đưa tổng mức doanh thu toàn cầu lên tới 94 triệu USD.
Tại thị trường Mỹ và Canada, Space Jam: Kỷ nguyên mới được phát hành cùng thời điểm với Căn phòng tử thần: Cái chết trở lại, dự kiến thu về khoảng 20 triệu USD từ 3.965 rạp chiếu phim trong dịp cuối tuần ra mắt. Tuy nhiên, sau khi kiếm được 13,1 triệu USD trong ngày đầu tiên công chiếu, con số ước tính này đã được nâng lên 32 triệu USD. Sau ba ngày cuối tuần ra mắt, tác phẩm thu về 31,1 million, là số liệu doanh thu dịp cuối tuần ra mắt cao nhất đối với một phim gia đình và cao thứ hai đối với một phim điện ảnh của hãng Warner Bros. trong đại dịch COVID-19 sau Godzilla đại chiến Kong (31,6 triệu USD), đồng thời cũng vượt qua doanh thu dịp cuối tuần ra mắt của tác phẩm nguyên tác năm 1996 (27,5 triệu USD nếu bỏ qua lạm phát). Bộ phim thu hút lượng khán giả đa dạng, với người Mỹ gốc Phi chiếm 36%, người da trắng 32%, người Latinh 23% và người châu Á 9%, trong đó 48% là các khán giả dưới 17 tuổi. Doanh thu của tác phẩm giảm 69% xuống còn 9,6 triệu USD trong dịp cuối tuần thứ hai, xếp thứ tư trên bảng xếp hạng doanh thu phòng vé tuần. Sự sụt giảm nghiêm trọng này có một phần nguyên nhân là vì bộ phim được phát hành đồng thời trên nền tảng phim số HBO Max.

### Đánh giá chuyên môn
Trên hệ thống tổng hợp kết quả đánh giá Rotten Tomatoes, phim nhận được 30% lượng đồng thuận dựa theo 183 bài đánh giá, với điểm trung bình là 4,7/10. Các chuyên gia của trang web nhất trí rằng, "Bất chấp những nỗ lực hết mình của LeBron James trong việc tạo ra một đội bách chiến bách thắng ngoài Tune Squad, Space Jam: Kỷ nguyên mới lại đánh đổi sự hài hước và dí dỏm của phần phim tiền nhiệm cho một bài tập đầy hổ thẹn và mệt mỏi về những thương hiệu sở hữu trí tuệ." Trên trang Metacritic, phần phim đạt số điểm 37 trên 100, dựa trên 43 nhận xét, chủ yếu là những ý kiến tiêu cực. Lượt bình chọn của khán giả trên trang thống kê CinemaScore cho phần phim điểm "A–" trên thang từ A+ đến F, trong khi đó trang PostTrak cho biết 78% số khán giả cho phim phản hồi tích cực, với 58% trong đó cho biết họ sẽ giới thiệu tác phẩm tới bạn bè.